# Neoporus dixianus
Neoporus dixianus är en skalbaggsart som först beskrevs av Henry Clinton Fall 1917.  Neoporus dixianus ingår i släktet Neoporus och familjen dykare. Inga underarter finns listade i Catalogue of Life.